# Владо Любенов
Владо Любенов е български поет и прозаик.

## Биография
Роден е на 21 август 1961 г. в София. През 1986 г. завършва право в Софийския университет. От 1988 г. работи без прекъсване като адвокат в Балчик и София.
Стихотворения на Любенов са печатани в списания „Пламък“, „Везни“, „Европа 2001“, „Палитра“, както и във вестниците „Сега“, „Дневник“, „Труд“, и други. Член е на Съюза на българските писатели от 1995 г.
Носител на първа награда в конкурса „Жени и вино“ (2007) и трета награда в конкурса Славейкова награда в Трявна (2011).